# Bogdan Hutten-Czapski

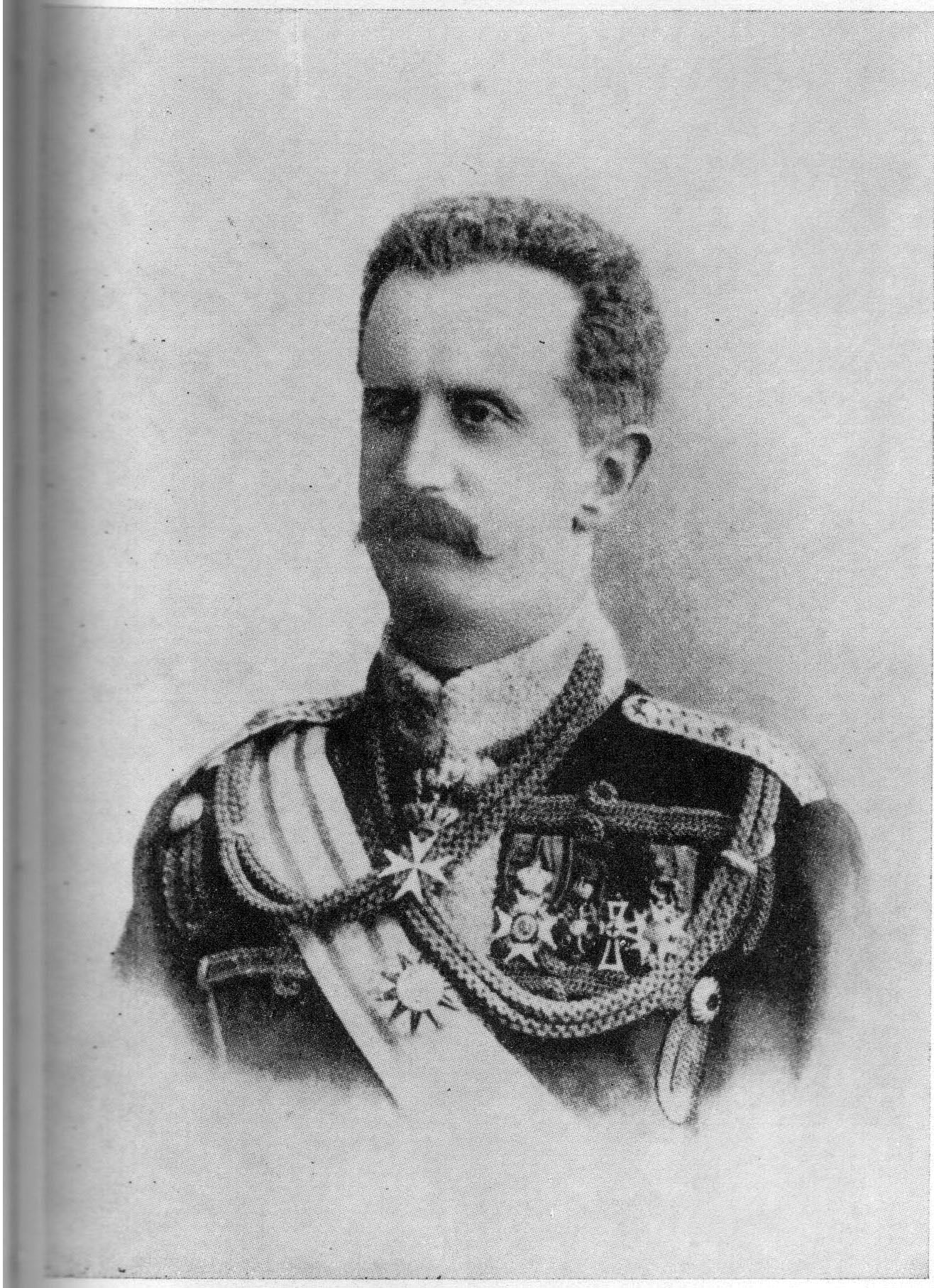
Hr. Bogdan Hutten-Czapski ok. 1891

Bogdan Franciszek Serwacy Hutten-Czapski herbu Leliwa, niem. Bogdan Graf von Hutten-Czapski (ur. 13 maja 1851 w Smoguleckiej Wsi, zm. 7 września 1937 w Poznaniu) – hrabia, polityk pruski, burgrabia Cesarskiego Zamku Poznańskiego, kurator uczelni warszawskich 1915–1918, prezydent Związku Polskich Kawalerów Maltańskich 1926–1937, właściciel ordynacji Smogulec w obecnym woj. wielkopolskim, doctor honoris causa Uniwersytetu i Politechniki Warszawskiej.

## Rodzina
Ród Czapskich herbu Leliwa to stara pomorska szlachta, która wzięła nazwisko od swych posiadłości Czaple (powiat świecki) lub Czapelki w tymże powiecie, gdzie pojawiła się w XIV wieku. Gdy rodzina stała się jedną z najznaczniejszych i najbogatszych w Prusach Królewskich, część potomków rodu przybrała w XVIII wieku przydomek „Hutten” i powoływała się na rzekome pochodzenie od nadreńskiej szlachty von Huttenów, której boczna gałąź miała się osiedlić w Polsce na początku XIV wieku i przybrać miano „Czapski” – niejako tłumaczenie niemieckiego Hut (kapelusz, czapka) – podczas gdy nazwisko Czapski w rzeczywistości pochodzi od nazwy wsi Czaple lub Czapelki. Wśród Czapskich było 13 senatorów I Rzeczypospolitej, wielu kasztelanów różnych miejscowości na Pomorzu i w Prusach Królewskich, paru wojewodów i biskupów, 6 kawalerów Orła Białego i 3 kawalerów Virtuti Militari (wśród nich: ojciec Bogdana).
Związani blisko z Wettynami, byli przeciwnikami Familii Czartoryskich, później zwolennikami konfederacji barskiej. Po rozbiorach uzyskali tytuły hrabiowskie w Prusach, potwierdzone następnie w Rosji. Najzamożniejsza była linia białoruska, która odziedziczyła część majątków radziwiłłowskich w Wielkim Księstwie Litewskim, m.in. z pałacami w Stańkowie i Przyłukach koło Mińska Litewskiego i Kiejdanach (skonfiskowane przez władze carskie w 1864 roku za udział właściciela, Mariana Czapskiego, w powstaniu styczniowym). Od roku 1923 istnieje stowarzyszenie rodzinne. W Krakowie Czapscy założyli Muzeum Czapskich (ob. część Muzeum Narodowego w tym mieście). Najwybitniejszymi potomkami rodu w 2. połowie XX wieku byli publicysta i malarz Józef Czapski i jego siostra Maria Czapska, historyk literatury.
Bogdan Czapski był jedynym synem niesłychanie barwnej postaci z pierwszej połowy XIX wieku, Józefa Napoleona Czapskiego i córki generała Mielżyńskiego Eleonory (Laury) 1° voto Karolowej Czarneckiej, dziedziczki Smogulca. Ojciec zmarł na cholerę, gdy Bogdan miał rok. Matka posiadała rozległe koneksje na dworze w Berlinie i uzyskała dla syna w 1861 roku dziedziczny pruski tytuł hrabiowski i przetworzenie Smogulca na ordynację.

## Młodość i pierwsze kroki na dworach europejskich
Pierwsze nauki Czapski pobierał w Poznaniu, gdzie jego prywatnym guwernerem był Ludwik Koenigk, poprzednio bibliotekarz Tytusa Działyńskiego w Kórniku. W latach 1862–1865 matka przebywała ze względów zdrowotnych we Włoszech, gdzie Bogdan jeszcze jako mały chłopiec nauczył się płynnie mówić po włosku, potem matka przeniosła go do szkół w Szwajcarii i Francji, gdzie zdał maturę w Lycée Bonaparte w Paryżu. Sezon letni spędzano zawsze w kurortach w Niemczech, głównie w Bad Schwalbach, gdzie hrabina Czapska zaprzyjaźniła się z Augustą Weimarską, żoną późniejszego króla Prus i cesarza niemieckiego Wilhelma I. W czasie wojny lat 1870-1871 Czapski opuścił Francję i udał się do Rzymu, gdzie przedstawiono go papieżowi Piusowi IX, który obdarzył go życzliwością i nieomal przyjaźnią; w tych latach Czapski, stały bywalec salonów papieskich, był naocznym świadkiem upadku Państwa Kościelnego i dobrowolnego ogłoszenia się przez papieża „Więźniem Watykanu”. Stosunki we Włoszech, które Czapski wówczas nawiązał, były mu później bardzo użyteczne w jego „tajnej dyplomacji” i przy pośredniczeniu między różnymi kanclerzami II Rzeszy a Watykanem.
W roku 1871 Czapski powrócił do Niemiec, podjął studia prawnicze w Wiedniu, Berlinie i Heidelbergu i ukończył je w r. 1875, zdając egzamin na sądowego referendarza. Chciał później podjąć studia medyczne, ale zamiar musiał porzucić, gdy dostał się w wir polityki, pozostał tylko przez całe życie członkiem zarządu Niemieckiego Towarzystwa Zwalczania Raka. W czasie studiów w stolicy Niemiec uzyskał zaproszenie na dwór pary cesarskiej Wilhelma I i Augusty, która, znając go od dzieciństwa, była dla niego wielce życzliwa – był w końcu, oprócz dość zniemczałych berlińskich Radziwiłłów, prawie jedynym polskim magnatem, który był wierny Hohenzollernom. Cesarz odradzał mu karierę w sądownictwie i polecił mu wojsko, ale tam Czapski trafił na wrogość potężnego feldmarszałka Alfreda von Waldersee i całej oficerskiej kliki junkrów pruskich, która nie dopuszczała Polaków do wyższych rang w armii, oraz potem na nieufność Bismarcka i Wilhelma II, tak że po wielu latach służby Czapski osiągnął tylko stopień majora huzarów.

## Lata tajnej dyplomacji
Pierwszą tajną misję Czapski otrzymał w 1890 roku, gdy władze niemieckie postanowiły porzucić bismarckowską politykę Kulturkampfu i zbliżyć się do Watykanu z celem stopniowego podpisania konkordatu. Wysłano go do Rzymu z zadaniem wysondowania nastrojów na dworze papieskim. Przez następne dwa lata pracował najpierw – bez oficjalnego etatu, jako „obserwator” – w ambasadzie niemieckiej w Paryżu, gdzie ambasadorem był późniejszy kanclerz Rzeszy, książę Hohenlohe, z którym Czapski zawarł bliską przyjaźń, a pierwszym sekretarzem następny późniejszy kanclerz, Bernhard von Bülow. Od księcia Hohenlohe Czapski otrzymał polecenie utrzymywania kontaktów i badania nastrojów nie tylko wśród rządzących republikanów, ale także wśród znanych mu z młodości bonapartystów i legitymistów. Wielce pomocny w tym był mu rezydujący od lat w Paryżu hrabia Guido Henckel von Donnersmarck, którego Czapski do końca życia wysoko cenił, wyrażając także podziw i szacunek dla jego żony Teresy primo voto markizy de Paiva, bojkotowanej przez panie z towarzystwa paryskiego. Potem przeniesiono go do Strasburga, gdzie był adiutantem namiestnika Rzeszy, feldmarszałka Manteuffla. Następnie otrzymał bardzo ważną misję wywiadowczą – przygotowujący się powoli do wojny niemiecki Sztab Generalny wysłał go w podróż do zaboru rosyjskiego i austriackiego w celu zbadania nastrojów i stosunków (1892).
W roku 1894 przyjaciel Czapskiego ks. Hohenlohe został kanclerzem Rzeszy i Czapski wraz ze swym dobrym znajomym, „szarą eminencją” niemieckiego Ministerstwa Spraw Zagranicznych, baronem Holsteinem, stał się głównym doradcą kanclerza w sprawach polityki zagranicznej i kościelnej i wpłynął w dużej mierze na to, że rząd pruski zgodził się na objęcie poznańsko-gnieźnieńskiej stolicy arcybiskupiej przez Polaka, Floriana Stablewskiego. Czapski pośredniczył także pomiędzy Berlinem i Watykanem przy zawikłanej sprawie obsadzenia biskupstwa w Strassburgu. Po śmierci Stablewskiego (1906) fotel gnieźnieński pozostawał przez 8 lat nieobsadzony, Czapski popierał w tym czasie kandydaturę Edwarda Likowskiego, na nominację którego Berlin nie chciał się zgodzić.
W roku 1895 Czapski został mianowany dziedzicznym członkiem pruskiej Izby Panów, gdzie należał do uważanej za liberalną „Nowej Frakcji”. W sprawach Poznańskiego nie zgadzał się z polityką „Koła Polskiego”, ale wszczął energiczną akcję w czasach walki przeciwko ustawie o wywłaszczeniu Polaków i udało mu się stworzyć w Izbie blok przeciwników ustawy, do którego należeli m.in. Guido Donnersmarck, książę pszczyński Hans Henryk XV i książę na śląskim Trachenbergu, von Hatzfeldt.
31 lipca 1914 roku wybuchła I wojna światowa. Cesarz Wilhelm II wezwał Czapskiego do siebie i powiedział mu (tłum. W. Dworzaczka): Postanowiłem, o ile Pan Bóg użyczy zwycięstwa naszemu orężowi, odbudować państwo polskie w związku z nami, co na zawsze zabezpieczyłoby Niemcy od Rosji (w oryginale niem. – Es ist Mein Entschluss, falls Gott der Herr unseren Waffen den Sieg verleiht, einen selbständigen polnischen Staat wiederherzustellen, mit welchem im Bunde Deutschland für immer gegen Russland gesichert sein würde). Jednocześnie cesarz oświadczył, że wysłał już poprzedniej nocy telegram do papieża z prośbą o mianowanie Likowskiego arcybiskupem gnieźnieńsko-poznańskim. Najważniejsza faza działalności Czapskiego rozpoczęła się.

## I wojna światowa

### Pierwszy rok
Na początku wojny Czapski został przydzielony do niemieckiego Sztabu Generalnego, kierowanego przez Hindenburga i Ludendorffa, jako referent polityczny do spraw wschodnich – obaj generałowie, nie przewidziawszy tak szybkiego zwycięstwa niemieckiego, jakie miało miejsce, planowali ewentualne wywołanie powstania antyrosyjskiego w Kongresówce i chcieli wykorzystać przy tym koneksje Czapskiego i autorytet Likowskiego jako prymasa Polski. Odkomenderowany później do sztabu Mackensena, Czapski był świadkiem, po zwycięskiej dla Niemców bitwie pod Brzezinami, zajęcia Łodzi i Łęczycy. W grudniu 1914 roku pojechał z rozkazu Wilhelma II do Poznania, by tam, jako burgrabia Zamku, wręczyć 23 grudnia w imieniu cesarza buławę marszałkowską „oswobodzicielowi Prus Wschodnich” Hindenburgowi. W lutym roku 1915 zmarł arcybiskup Likowski i cesarz Wilhelm mianował Czapskiego swym zastępcą przy uroczystościach pogrzebowych w Poznaniu; gdy hrabia tam przybył, okazało się, że berlińskie Ministerstwo Spraw Wewnętrznych zmieniło decyzję monarchy: Czapski jako Polak byłby nieodpowiednim reprezentantem cesarza, a więc oddelegowano do Poznania pruskiego ministra kultury, a hrabiemu pozwolono wystąpić tylko w roli burgrabiego Zamku. Był to pierwszy sygnał tego, jak niewielki był już wówczas zasięg władzy Wilhelma II – Czapski tego niestety nie pojął.
W kwietniu 1915 r. kanclerz Bethmann-Hollweg wysłał Czapskiego z tajną misją do Rzymu, na rozmowy z dobrym znajomym hrabiego, premierem Giolittim – chodziło o to, by odciągnąć Italię, dotychczas neutralną, od przystąpienia do wojny po stronie Ententy. Misja Czapskiego była skazana na niepowodzenie, gdyż Włosi w zamian za zachowanie neutralności żądali przekazania im przez Austrię Tyrolu Południowego, a Austria była w tej kwestii nieustępliwa.

### Niemcy wkraczają do Warszawy
5 sierpnia 1915 r. wojska niemieckie wkroczyły do lewobrzeżnej Warszawy. Według życzenia kanclerza Bethmanna Czapski, wraz z przedstawicielami zorganizowanej na jesieni 1914 roku w Kaliszu niemieckiej „Administracji Cywilnej Terenów Lewobrzeżnych Wisły”, znajdował się na pierwszej linii frontu i jemu przypadło zadanie oznajmienia Radzie Miejskiej m.st., że „sprzymierzeni cesarze” okupowali miasto. Dzięki jego interwencji władze okupacyjne zatwierdziły księcia Zdzisława Lubomirskiego jako p.o. prezydenta miasta. Czapski, świadom swej nowej pozycji znaczącego pośrednika między władzami niemieckimi a Polakami, wynajął Pałac Potockich na Krakowskim Przedmieściu na rezydencję, w której mógł urządzać reprezentacyjne spotkania (poza wszystkim właściciel pałacu, Józef Mikołaj Potocki, poddany rosyjski, był jego dobrym znajomym, a władze niemieckie chciały urządzić w pałacu kasyno oficerskie, a więc Czapski pragnął uratować budowlę dla przyjaciela).

### Współpraca z Beselerem
25 sierpnia 1915 roku generalnym gubernatorem okupowanych przez Niemców terenów Kongresówki został generał Hans Hartwig von Beseler, którego ojca, profesora prawa, Czapski znał jeszcze z lat studenckich. Beseler nie był nieprzychylny polskim dążeniom niepodległościowym, ale widział przyszłość Polski (oczywiście Polski bez Poznańskiego, Śląska i dostępu do morza, ale ewentualnie z Wilnem i nawet może z Mińskiem Litewskim) tylko w ścisłym sojuszu z Cesarstwem Niemieckim i pod berłem któregoś z książąt niemieckich. Rzeczywistym, doraźnym celem Niemców było jak najszybsze stworzenie polskiej armii z rekruta z Kongresówki, która odciążyłaby siły niemieckie na froncie wschodnim. W administracji Beselera Czapski został na rozkaz cesarza głównym doradcą generała w sprawach polskich. Od początku tej działalności usiłował zwrócić uwagę gubernatora na konieczność powołania miejscowych Polaków na stanowiska szefów guberni i powiatów, ale na próżno – stanowiska te obsadzono Niemcami i stan ten trwał prawie do zakończenia wojny.
2 listopada 1915 roku Beseler powołał Czapskiego na stanowisko kuratora Uniwersytetu i Politechniki Warszawskiej. Obie uczelnie, z rosyjskim językiem wykładowym, zostały zamknięte przez władze carskie na początku wojny, teraz miały się odrodzić jako polskie szkoły wyższe. Po dwóch miesiącach działalności kuratorskiej Czapskiemu udało się w ścisłej współpracy z rektorami UW, Józefem Brudzińskim, i Politechniki, Zygmuntem Straszewiczem, dać sygnał do rozpoczęcia pracy na obu uczelniach. W tym samym roku hrabia otrzymał pieczę nad pozostawionymi przez Rosjan archiwami Królestwa Kongresowego. Urzędnicy rosyjscy z prowincji uciekli razem z armią, tylko stołeczne Archiwum Główne Akt Dawnych miało jeszcze szczątkowy personel, głównie Polaków. We współpracy ze światlejszymi pruskimi i częściowo austriackimi archiwistami Czapskiemu udało się uchronić polskie archiwa przed zakusami Berlina, który chciał przejąć wszystkie dokumenty dotyczące rządów pruskich w Polsce po III rozbiorze. Do zasług hrabiego należy także uzyskanie zezwolenia władz na pierwszą po 1830 roku demonstrację patriotyczną w dniu 3 maja 1916, w której wzięły udział olbrzymie tłumy mieszkańców Warszawy. Po raz pierwszy od 1831 w stolicy pojawiły się biało-amarantowe polskie flagi narodowe.

### W tzw. Królestwie Regencyjnym

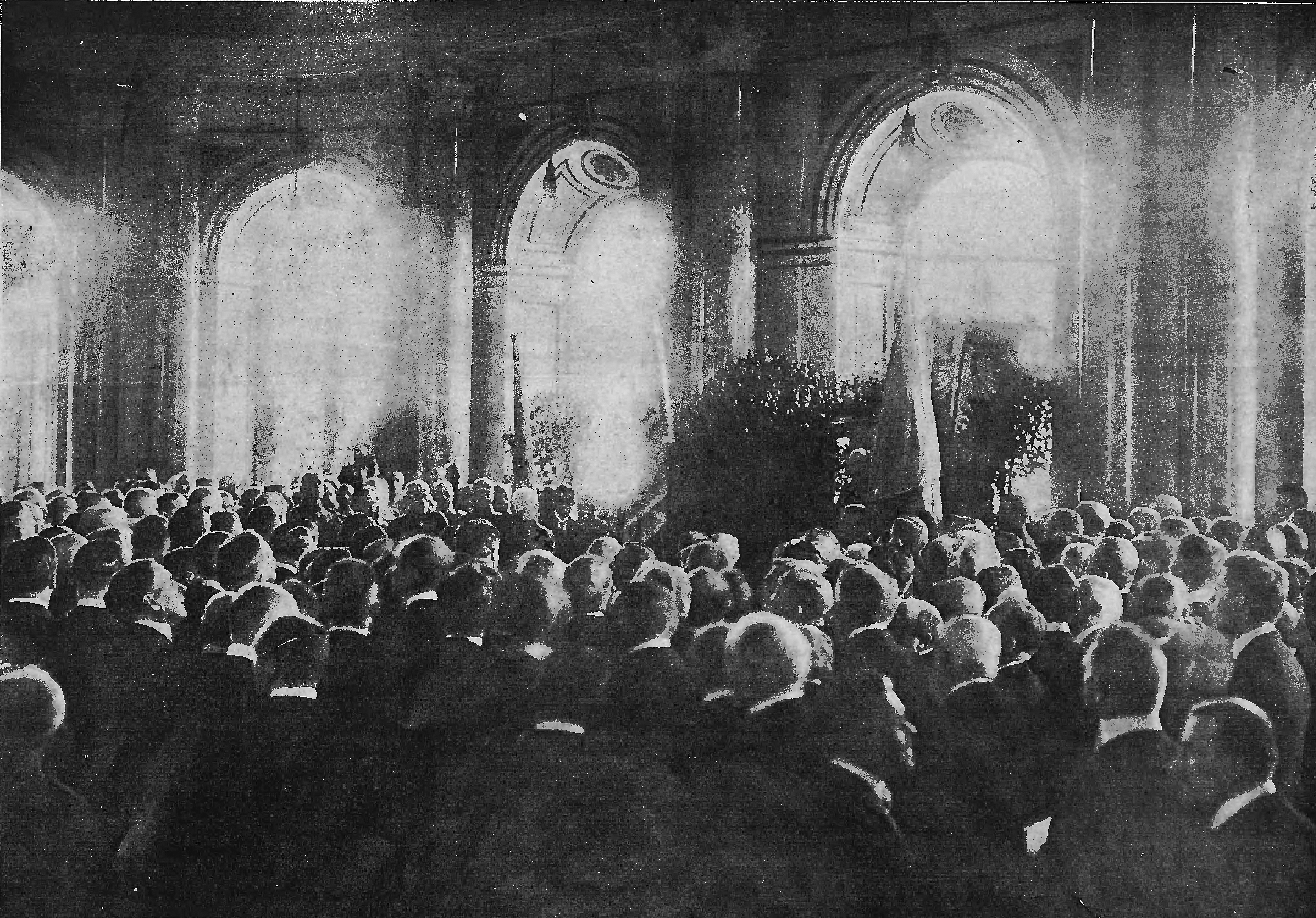
Bogdan Hutten-Czapski odczytuje deklarację niepodległości w Sali Kolumnowej Zamku Królewskiego w Warszawie

5 listopada 1916 roku okupacyjne władze niemieckie i austro-węgierskie ogłosiły powstanie „niepodległego” Królestwa Polskiego, często ze względu na triumwirat regentów jako głowę państwa zwanego „Królestwem Regencyjnym”. Akt proklamacji odczytano w Sali Kolumnowej Zamku Królewskiego w Warszawie, polski tekst odczytał Czapski (jak zauważyła ks. Maria Lubomirska „miał dobrą dykcję, ale polskie tłumaczenie tekstu było fatalne”). Już przedtem, 13 czerwca 1916, Wilhelm II w czasie audiencji udzielonej Czapskiemu ponowił swe obietnice popierania niepodległości Polski, ale skonkretyzował jednocześnie niektóre żądania: aneksja Kalisza przez Prusy, dowództwo cesarza niemieckiego nad wojskami polskimi, wspólna polityka zagraniczna z Rzeszą, oddanie kolei żelaznych w Polsce w administrację Deutsche Reichsbahn. Nie wspomniał o Wilnie czy Mińsku. Czapski do końca polegał na obietnicach cesarza, ale nie był już tak dobrze poinformowany jak kiedyś i nie wiedział, że Wilhelm II nie sprawował już rzeczywistej władzy – była ona w rękach Hindenburga i Ludendorffa, Sztabu Generalnego, a ten żądał od nowej Polski dużo więcej, następnego rozbioru, „kordonu sanitarnego” z terenów graniczących z Prusami, obejmującego ok. 1/3 terenu Kongresówki, i zaczął popierać utworzony w okupowanym przez Niemców Kownie narodowy komitet litewski, który żądał Wilna dla Litwy. Nieświadom tego wszystkiego Czapski nadal działał w duchu porozumienia polsko-niemieckiego, tak jak je pojmował: usiłował przeszkodzić przedwczesnemu werbunkowi do nowo powstającej Polnische Wehrmacht – który chciano ogłosić przed przekazaniem ważniejszych ministerstw i funkcji administracyjnych Polakom – protestował przeciwko pokojowi brzeskiemu – wszystko na próżno. Mianowano go komisarzem przy Radzie Regencyjnej, rzeczywistym tajnym radcą, ale Berlin po odejściu przyjaciela, Bethmanna-Hollwega, ze stanowiska kanclerza (1917) lekceważył jego opinie i raporty – Czapski nie zdołał np. przeszkodzić osadzeniu Piłsudskiego i Sosnkowskiego w twierdzy w Magdeburgu (ta decyzja Beselera ochłodziła bardzo stosunki między hrabią a gubernatorem). Zwracał się często do cesarza, prosząc o osobistą interwencję w różnych sprawach, ale nie uzyskiwał odpowiedzi.
9 listopada 1918 roku księżna Zdzisławowa Lubomirska zanotowała w swym dzienniku: „wieczorem dowiaduje się Zdziś od Czapskiego, który przybywa na Frascati cały drżący z Żychlińskim, że rewolucja wybuchła w Berlinie. Ebert został kanclerzem (jeśli nie najlewicowszy Ledebour), cesarz Wilhelm już swój tron pożegnał”.
24 listopada 1918 r. Bogdan Hutten-Czapski opuścił Warszawę i wyjechał do swych majątków w Poznańskim. 30 listopada opublikowano obwieszczenie cesarza Wilhelma, w którym zwalniał swych oficerów i urzędników od przysięgi na wierność. Świat Czapskiego legł w gruzach.

## W niepodległej Polsce

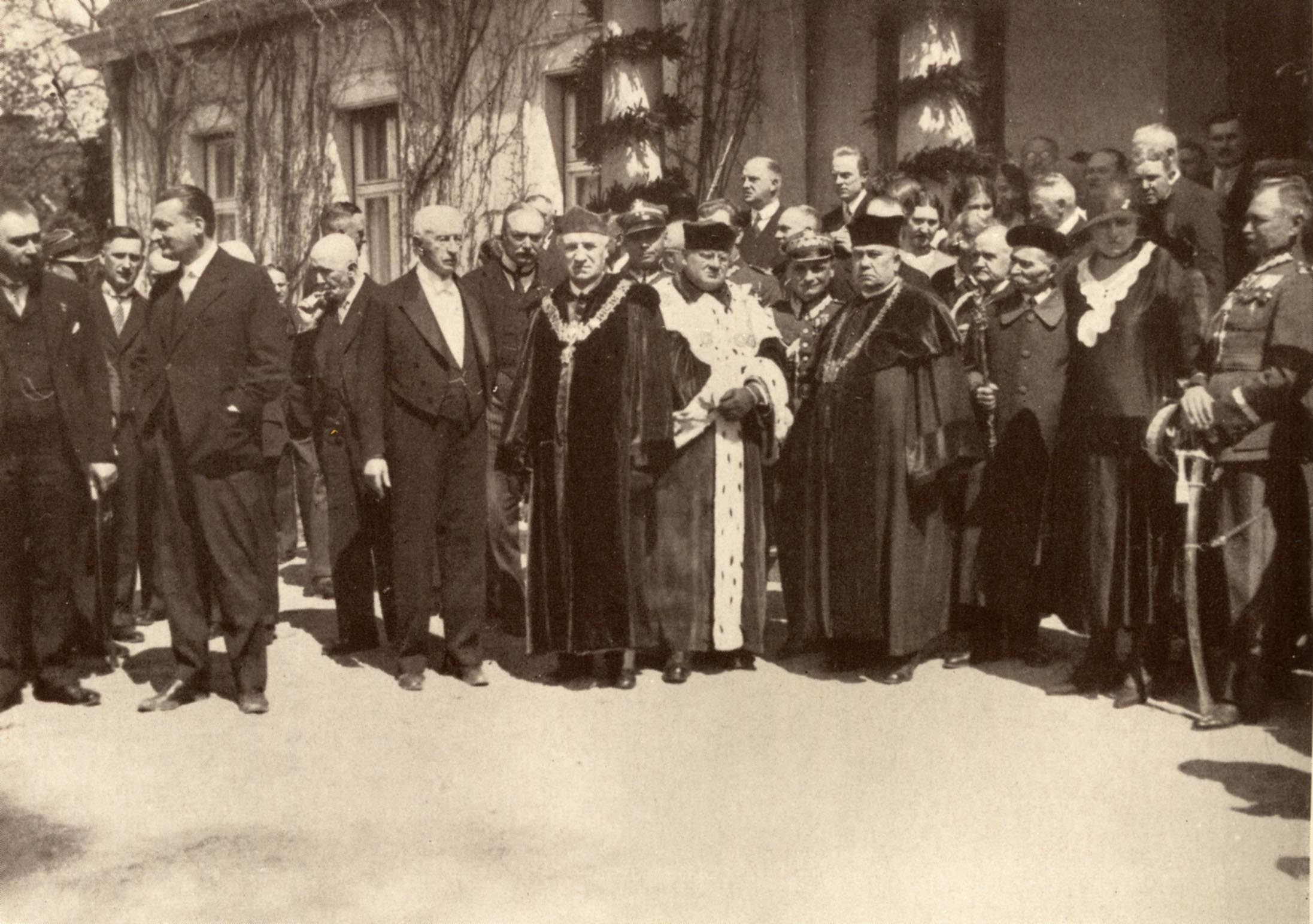
Bogdan Czapski (we fraku) z rektorami UW i PW w Smogulcu, 13 maja 1931, 2. od lewej Emeryk August Hutten-Czapski

Przez jakiś czas Czapski zachował przyjazne stosunki z wpływowymi postaciami z czasów sprzed I wojny – wynajął 14-pokojowe mieszkanie w centrum Berlina obok alei Unter den Linden, gdzie przez parę lat mieszkał wspólnie z byłym kanclerzem Bethmann-Hollwegiem, jeździł do Rzymu, gdzie odwiedzał różnych starych polityków, jak b. kanclerza II Rzeszy Bülowa (zanim ten opublikował swe wspomnienia, w których Czapskiego oczernił), czy starych kardynałów z czasów Leona XIII, ale w końcu zwinął wszelkie interesy w Niemczech i powrócił do Smogulca.
Jako bezdzietny, dodatkowo do niedawna powiązany ze znienawidzonym państwem pruskim, Czapski obawiał się wywłaszczenia. Dlatego już w roku 1922 adoptował dalekiego krewnego, 25-letniego Emeryka Augusta Czapskiego, syna Karola, zaś od 1924 r. zaczął się starać u władz polskich o rozwiązanie ordynacji Smogulec. Po sześciu latach starania zostały uwieńczone powodzeniem i dobra smoguleckie przetworzono w fundację w celu popierania nauki polskiej, której główne środki miały być przeznaczone na rozwój Uniwersytetu i Politechniki Warszawskiej, podopiecznych Czapskiego w czasach I wojny światowej. Hrabia wniósł do niej 2683,4 ha swych dóbr i dwór, który miał być domem pracy twórczej i wypoczynku dla profesorów obu uczelni. Ufundował również berła i łańcuchy dla ich rektorów.
W roku 1931, podczas uroczystości z okazji 80. urodzin, Czapski otrzymał doktoraty honoris causa obu uczelni. Listy gratulacyjne nadesłali mu m.in. prezydent Ignacy Mościcki i prymas August Hlond. Z listu prymasa zgromadzeni dowiedzieli się, że papież odznaczył jubilata Krzyżem Wielkim Orderu Świętego Grzegorza Wielkiego. 
Od połowy lat 20. XX wieku do śmierci Czapski kierował Związkiem Polskich Kawalerów Maltańskich, polską organizacją zakonu maltańczyków, do którego Związku Śląskiego należał od 1880 roku i którego baliwem był od 1925 roku. Oprócz tego poświęcił wiele lat pisaniu swych wspomnień, które, napisane po niemiecku, ukazały się rok przed jego śmiercią, jednocześnie w tłumaczeniu polskim i po niemiecku. Zmarł w szpitalu sióstr Elżbietanek w Poznaniu. Został pochowany obok rodziców w krypcie kościoła parafialnego w Smogulcu. Bogaty księgozbiór i olbrzymie archiwum korespondencji (kilkanaście tysięcy listów) przekazał do Muzeum im. Emeryka Hutten-Czapskiego w Krakowie.
Fundacja Czapskiego miała krótki żywot. W 1939 roku Smogulec zajęli Niemcy i osadzili tam swego treuhändera (powiernika). W 1945 roku jego dwór w Smogulcu m.in. wraz z bogatą biblioteką spalili czerwonoarmiści. Później nastała reforma rolna tzw. „władzy ludowej”. Pomimo że po wojnie Rada Fundacji wznowiła swą pracę, fundację zlikwidowano. Z jej dóbr utworzono PGR, którego pracowników zakwaterowano w ocalałej z pożaru oficynie.
W 1993 roku ówcześni rektorzy Uniwersytetu Warszawskiego i Politechniki Warszawskiej wystąpili do premier Hanny Suchockiej z prośbą o reaktywowanie fundacji. Odpowiedziano im, że jest to niemożliwe z uwagi na brak podstaw prawnych. W 2011 roku rektor Politechniki wraz ze spadkobierczynią Czapskiego, plastyczką Izabellą Godlewską de Aranda, ponownie podjęli próbę ożywienia fundacji, której znaczna część byłych gruntów do dziś pozostaje w dyspozycji państwowej Agencji Nieruchomości Rolnych. Pisma skierowane do posłanki Małgorzaty Kidawy-Błońskiej, ministra nauki Barbary Kudryckiej i do Kancelarii Prezydenta pozostały bez odzewu.

## Ordery i odznaczenia
- Wielka Wstęga Orderu Odrodzenia Polski (10 listopada 1933)[7]
- Baliw Krzyża Wielkiego Honoru i Dewocji (Zakon Maltański)[8]
- Kawaler po Sprawiedliwości (profes, Zakon Maltański)[8]
- Krzyż Wielki Orderu Świętego Grzegorza Wielkiego (Watykan)[8]
- Krzyż Wielki Orderu Korony Włoch (Włochy)[8]
- Komandor Orderu Sławy (Tunezja)[8]
- Kawaler Orderu Orła Czerwonego (Prusy)[8]
- Krzyż Żelazny (Prusy)[8]
- Kawaler Orderu Legii Honorowej (Francja)[8]
- Kawaler Książęco-Saskiego Ernestyńskiego Orderu Domowego (Saksonia)[8]
- Kawaler Orderu Korony Żelaznej (1892, Austro-Węgry)[9]
- Kawaler Orderu Franciszka Józefa (Austro-Węgry)[8]
- Krzyż Mariański (Austria)[8]
- Srebrny Krzyż Pielgrzyma (Kustodia Ziemi Świętej)[8]

## Opinie współczesnych
Poza gronem najbliższych przyjaciół, głównie Niemców i Włochów, Czapski nie cieszył się na ogół sympatią swych współczesnych. Patriotyczne koła polskie widziały w nim głównie „zniemczałego Polaka” i germanofila, a nacjonalistyczne koła berlińskie zatwardziałego klerykała i Polaka, któremu nie można w pełni ufać (b. kanclerz Bernhard von Bülow, niegdyś kolega z ambasady w Paryżu, wystawił mu w swych pamiętnikach jak najgorszą opinię kłamliwego intryganta) i podejrzewały go o szpiegowanie dla Watykanu. Źle z nim się obeszła także w swych wspomnieniach księżna Maria z Branickich Lubomirska, żona Zdzisława Lubomirskiego: (...) hrabia Hutten-Czapski, człek dobry, ale tchórzliwy, zniemczony dworak, typ Menelausa; (...) Franiowie Kwileccy dają malutki obiad w klubie z Czapskim, zasuszonym Menelausem; (...) Czapski, histeryczny dworak, tchórzem podszyty; (...) Ubawiło mnie przerażone spojrzenie Czapskiego jakoby po ukąszeniu osy w zadek; itd.
Lepszą opinię wydał mu zatrudniany swego czasu przez hrabiego Włodzimierz Dworzaczek, autor biogramu Czapskiego w „Polskim Słowniku Biograficznym”, pisanego w rok po jego śmierci: „szczery katolik, przekonań postępowych, odznaczał się niezwykłą ruchliwością i pracowitością oraz rozmaitością zainteresowań... jego pamiętniki, ogłoszone za życia, są dowodem rzadkiej prostolinijności i odwagi cywilnej”.
Hutten-Czapski tak nakreślił swą sylwetkę we wstępie do „60 lat...”:  pochodzenie szlacheckie, narodowość polska, obywatelstwo pruskie, wyznanie katolickie, liberalne poglądy polityczne, niezależność ekonomiczna, wychowanie kosmopolityczne, radość życia, żądza wiedzy, chęć do pracy i do podróżowania były decydującymi elementami mego długiego życia”.